# 苏庄
苏庄（1906年—1993年），男，直隶（今河北）满城人，中华人民共和国政治人物，曾任天津大学党委书记，中国高等教育学会常务理事，第五届全国人大代表。

## 生平
1983年5月28日至30日，中国高等教育学会在北京召开成立大会，大会选举了第一届理事会成员，他出任常务理事。